# گورگن سواک
گورگن سواک () (ارمنی: Գուրգեն Սևակ؛  زادهٔ ۱۵ آوریل ۱۹۰۴ - درگذشته ۱۴ سپتامبر ۱۹۸۱) یک زبان‌شناس، مطالعات ارمنی و استاد اهل ارمنستان بود.

## زندگی‌نامه
وی با نام اصلی گورگن گریگوری گریگوریان (ارمنی: Գուրգեն Գրիգորի Գրիգորյան) در ۲۸ آوریل [سبک قدیمی: ۱۵ آوریل] ۱۹۰۴ در تفلیس به دنیا آمد و از مدرسه نرسیسیان (۱۹۲۴) و دانشگاه دولتی ایروان (۱۹۲۸) فارغ‌التحصیل شد. وی در دانشگاه دولتی ایروان، کمیته اصلاحات، انستیتو زبان و دانشگاه دولتی علوم پرورشی خاچاطور آبوویان ارمنستان فعالیت می‌کرد. وی عضو فرهنگستان ملی علوم ارمنستان (۱۹۷۱) بود. وی همچنین برنده دانشمند شایسته ارمنستان شوروی شده است. وی در ۱۴ سپتامبر ۱۹۸۱ در سن ۷۷ سالگی در ایروان درگذشت. (سال)

## یادداشت
1. ↑  բանասիրական գիտությունների դոկտոր